# Pinanga globulifera
Pinanga globulifera là loài thực vật có hoa thuộc họ Arecaceae. Loài này được (Lam.) Blume miêu tả khoa học đầu tiên năm 1838.